# Гетик
Гетик (арм. Գետիկ) — река в Армении, правый приток реки Агстев. Берёт начало на восточном склоне Севанского хребта близ вершины Кашатаг. Высота истока — 2450 м над уровнем моря. Длина реки — 58 км. Площадь водосборного бассейна — 581 км².
Средний уклон около 31,9 м/км. Питание преимущественно снего-дождевое.
Средний расход воды — 2,95 м³/с.
Воды используются для орошения.
На берегах в верхнем течении реки расположен город Чамбарак, а в нижнем течении на её правом берегу — Дилижанский заповедник.